# Nannowithius aethiopicus
Espèce
Synonymes
- Chelifer aethiopicus Simon, 1900

Nannowithius aethiopicus est une espèce de pseudoscorpions de la famille des Withiidae.

## Distribution
Cette espèce est endémique d'Érythrée.

## Description
L'holotype mesure 2,5 mm.

## Étymologie
Son nom d'espèce lui a été donné en référence au lieu de sa découverte, l'Éthiopie.

## Publication originale
- Simon, 1900 : Chernetes recueillis en Érythrée par le Lieutenant F. Derchi en 1896. Annali del Museo Civico di Storia Naturale di Genova, sér. 2, vol. 20, p. 596 (texte intégral).